# Joseph Buat
Pour les articles homonymes, voir Buat.
Joseph Buat, né le 5 mars 1851 à Pons et mort le 24 mars 1909 à Moret-sur-Loing, est un sculpteur français.

## Biographie
Joseph Buat naît le 5 mars 1851 à Pons. Il est élève d'Auguste Dumont et de Gabriel-Jules Thomas. Il prend part aux Salons de la Société des artistes français, dont il est membre, de 1884 à 1900. Il obtient une mention honorable, en 1887, avec une statue d'Agrippa d'Aubigné. Son buste de La Loi, acquis par l'État, est conservé à l'hôtel de ville de Vannes (Morbihan). 
Il meurt le 24 mars 1909 au faubourg de Moret à Moret-sur-Loing. Son corps est retrouvé dans le Loing où il s'est noyé deux mois après avoir perdu son épouse. 

## Œuvres
- Portrait de Mme veuve Griess-Strauss. Buste en marbre. Salon de 1884 (n° 3320).
- Théodore Agrippa d'Aubigné. Statue en plâtre. Salon de 1887 (n° 3705).
- La Loi. Buste en marbre. Salle des fêtes de l'hôtel de ville de Vannes. Ce buste, appartenant à l'État, a figuré au Salon de 1889 (n° 4103).
- Portrait de M. B…. Buste en marbre. Salon de 1894 (n° 2854).
- Portrait de M. Jean Barillaud. Buste en marbre. Salon de 1900 (n° 1872).